# Tuire Orri
Tuire Orri (30 de octubre de 1918 – 26 de agosto de 2007) fue una actriz y cantante finlandesa. 

## Biografía
Su nombre completo era Tuire Sinikka Orri-Björkell, y nació en Helsinki, Finlandia. Sobrina del actor y director Jorma Nortimo, Orri inició su carrera de actriz alentada por sus padres. Asistió a la Academia de Teatro de la Universidad de las Artes de Helsinki en 1936–1938 y estudió canto con Hanna Granfelt. Seguidamente, en 1938-1939, pudo actuar en el Kaupunginteatteri de Víborg. 
Durante la Guerra de invierno, Orri participó en giras de entretenimiento de la asociación Maan Turva junto a Aku Korhonen y Siiri Angerkoski, además de actuar en hospitales militares y colaborar con Yleisradio. En el período de la Paz interina, estuvo adscrita al Kansanteatteri de Helsinki, donde alcanzó fama como intérprete de operetas.
Orri actuó en varias películas finlandesas rodadas entre 1937 y 1945. Hizo importantes papeles de reparto en las comedias de 1940 Kyökin puolella y Eulalia-täti, así como en los dramas Synnin puumerkki (1942) y Keinumorsian (1943). Su papel más desafiante y aclamado fue el de la cantante Sointu Järvinen en la cinta musical Poretta eli Keisarin uudet pisteet (1941). Solamente tuvo un papel protagonista, el de Kervilän Anna en Kyläraittien kuningas (1945).
El 13 de marzo de 1940 falleció el prometido de Orri en un accidente aéreo en Parola. Meses después ella cantó el tango ”Tuo suru jonka sain (Esa tristeza que tengo)”, que se convirtió en un éxito. 
En 1948 Orri empezó a actuar en el radioteatro. Dejó el cine y el teatro a petición de sus maridos, y también por razones familiares dejó la radio en 1950.
Orri regresó a los escenarios en los años 1990. Así, en 1993 actuó en un show de Niilo Tarvajärvi, y en 1997 grabó la canción ”Tuo suru jonka sain”. Ese mismo año actuó en el drama televisivo Kun taivas repeää, y en su secuela, Taivas sinivalkoinen, en 2001. 
Tuire Orri falleció en Helsinki en 2007, a los 88 años de edad. Fue abuela de la actriz Irina Björklund.

## Filmografía
- 1937 : Tukkijoella
- 1937 : Lapatossu
- 1938 : Syyllisiäkö?
- 1939 : Lapatossu ja Vinski Olympia-kuumeessa
- 1940 : Kersantilleko Emma nauroi?
- 1940 : Kyökin puolella
- 1940 : Poikani pääkonsuli
- 1940 : Eulalia-täti
- 1941 : Perheen musta lammas
- 1941 : Poretta eli Keisarin uudet pisteet
- 1942 : Synnin puumerkki
- 1943 : Keinumorsian
- 1945 : Kyläraittien kuningas

## Grabaciones
- 1949 : ”Cowboy-serenadi”
- 1958 : ”Riihentontun joulu”
- 1997 : ”Tuo suru jonka sain”